# Maurice André

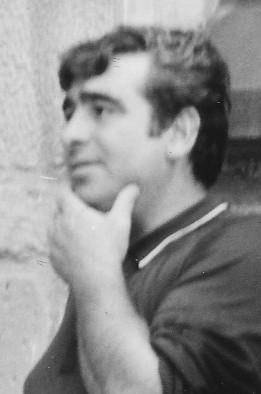
Maurice André (1969)

Maurice André (21. května 1933, Alès, Francie - 25. února 2012, Bayonne) byl francouzský trumpetista, jeden z nejvýznamnějších 20. století.

## Životopis
Díky svým neomezeným technickým možnostem výrazně přispěl ke znovuobjevování mimořádně náročných partů předklasického repertoáru a ve své době byl často jejich jediným interpretem. Kromě vážné hudby se věnoval i jazzu, folku a dalším hudebním žánrům.
Pocházel z hornické rodiny a do svých osmnácti let také jako horník pracoval. V hudbě začínal jako samouk. Na radu otcova přítele, svého prvního učitele Leona Barthélémyho se stal členem vojenské kapely, aby se tak mohl ucházet o stipendium na Pařížské konzervatoři, kde studoval u Raymonda Sabariche.
Po šesti hladových měsících v Paříži získal první cenu konzervatoře. Následovala vítězství v mezinárodní soutěži v Ženevě (1955) a v Mnichově (1963). Tímto obdobím je datován také počátek jeho spolupráce s významnými světovými dirigenty (Lorin Maazel, Charles Mackerras, Neville Marriner, Jean-Francois Paillard, Kurt Redel, Karl Richter aj.), interprety a gramofonovými společnostmi. Stal se nejvyhledávanějším trumpetistou své generace a výrazně ovlivnil prosazení trubky jako sólového koncertního nástroje.
Z iniciativy Milana Munclingera se v letech 1964 až 1965 v Praze podílel na první české souborné nahrávce Bachových Braniborských koncertů (komorní orchestr Ars rediviva, dirigent Milan Munclinger, koprodukce Supraphon - Columbia Records). Francouzský časopis Diapason ocenil tuto nahrávku jako jednu z nejlepších své doby.
Od roku 1967 vyučoval na Pařížské konzervatoři. K jeho žákům patří například Bernard Soustrot, Guy Touvron, Éric Aubier nebo Thierry Caens.
Za své mimořádné interpretační umění byl André vyznamenán řadou prestižních cen - je laureátem více než deseti Grand Prix du Disque.